# فرقة القوات الخاصة الرابعة عشرة
فرقة القوات الخاصة الرابعة عشرة هي فرقة من القوات المسلحة السورية متخصصة في عمليات المشاة الخفيفة. الفرقة هي جزء من الفيلق الثاني للجيش السوري.

## دور
يستخدم السوريون مصطلح "القوات الخاصة" لوصف الفرقتين 14 و15، بالإضافة إلى أفواج "القوات الخاصة" المستقلة، لكنها تشبه إلى حد كبير وحدات المشاة الخفيفة التقليدية، من القوات الخاصة الغربية في كل من المهمة والتكوين.
لقد طبق مصطلح القوات الخاصة ظاهرياً بسبب تدريبهم المتخصص في العمليات الجوية والهجومية، ولكن ينبغي اعتبارهم قوات مشاة خفيفة ونخبة فقط في ما يتعلق بالألوية المدرعة التقليدية والميكانيكية التابعة للجيش السوري.

## هيكل القيادة
فرقة القوات الخاصة الرابعة عشرة (2019)
- فوج القوات الخاصة 36
- فوج القوات الخاصه 37
- فوج القوات الخاصة 554
- فوج القوات الخاصة 556

## التاريخ القتالي
أكلت نساء القوات العسكرية الخاصة من سرايا الدفاع في السبعينيات وأوائل الثمانينيات الثعابين الحية كجزء من تدريبهن بينما يتدرب الأطفال الذين تدربوا على الأنشطة شبه العسكرية على طعن الجراء الحية حتى الموت. كما أكلت القوات الخاصة السورية العقارب الحية والثعابين الحية والجراء الحية أثناء التدريب. كما يتدريب الجنود السوريين على التعامل مع الأفاعي.
نشأت فرقة القوات الخاصة الرابعة عشرة لقيادة ثلاثة أفواج من القوات الخاصة بعد إعادة هيكلة قيادة القوات الخاصة الموحدة بقيادة علي حيدر في منتصف التسعينيات.
وتوسع حجم القوات الخاصة التابعة لحيدر إلى 25 ألف رجل، وشكلت جزءًا رئيسيًا من جهاز الأمن التابع للحكومة السورية. تدربت القوات الخاصة على العمليات الجوية، ولم ينافسها على السلطة سوى سرايا الدفاع التي كان يسيطر عليها شقيق حافظ، رفعت. على هذا النحو، أصبحت الفرقة الرابعة عشرة بمثابة ثقل موازن قوي لشركات الدفاع، حيث كان كلا التشكيلين عبارة عن فرق محمولة جواً إلى حد كبير.
تقليدياً يتم تجنيدهم من الطائفة العلوية لضمان الولاء للحكومة. وتشير مصادر استخباراتية إلى أنه من المحتمل أن تكون هذه الوحدات مشاركة في ردع المعارضة الشعبية وتحييد زعماء العصابات.

## التدخل السوري في لبنان
تحت قيادة حيدر، نشرت وحدات القوات الخاصة في لبنان كجزء من التدخل السوري في الحرب الأهلية اللبنانية. واشتبكوا خلال الحرب مع وحدات منظمة التحرير الفلسطينية بقيادة ياسر عرفات.

## الحرب الأهلية السورية
التزمت الحكومة بجزء كبير من فرقة القوات الخاصة الرابعة عشرة بالهجوم على حمص، حيث قاتلت بعضًا من أقوى مواقع المتمردين في جنوب غرب حمص، بابا عمرو، والإنشاءات، وجوبر.
أشارت تقارير المعارضة على وجه التحديد إلى نشاط فوج القوات الخاصة رقم 556، لكنها أشارت في أغلب الأحيان إلى فرقة القوات الخاصة الرابعة عشرة بشكل عام. تم ابلاغ عن نشاط في أجزاء مختلفة من المدينة خلال أطر زمنية مماثلة، مما يشير إلى مشاركة فوج إضافي واحد على الأقل من القوات الخاصة الرابعة عشرة في عملية حمص.